# 이스트버비스코렌타인주

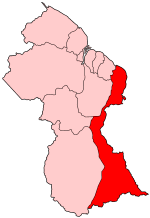
이스트버비스코렌타인주의 위치

이스트버비스코렌타인주(영어: East Berbice-Corentyne)는 가이아나 동부에 있는 주로 주도는 뉴암스테르담이며 면적은 36,234km2, 인구는 109,431명(2012년 기준), 인구 밀도는 3.0명/km2이다. 북쪽으로는 대서양, 동쪽으로는 수리남, 남쪽으로는 브라질과 접하며 서쪽으로는 마하이카버비스주, 어퍼데메라라버비스주, 포타로시파루니주, 어퍼타쿠투어퍼에세키보주와 접한다.